# Fara in Sabina
Fara in Sabina é uma comuna italiana da região do Lácio, província de Rieti, com cerca de 10.801 habitantes. Estende-se por uma área de 54 km², tendo uma densidade populacional de 200 hab/km². Faz fronteira com Castelnuovo di Farfa, Montelibretti (RM), Montopoli di Sabina, Nerola (RM), Toffia.

## Demografia
| Variação demográfica do município entre 1861 e 2011                               |
|                                                                                   |
| Fonte: Istituto Nazionale di Statistica (ISTAT) - Elaboração gráfica da Wikipedia |